# 市道171號
市道171號（北門－烏山頭），是位於臺灣臺南市的一條市道級公路，西北起北門區港北與北門市區，東南至官田區烏山頭，全長共計38.269公里（公路總局資料）。
- 市道171號起點

## 支線

### 甲線
市道171甲線（麻豆－西庄），東南起臺南市台84線西庄交流道聯絡道與市道171主線銜接，並與市道171乙線共線500公尺；西北至臺南市台84線麻豆交流道與台19甲線連接，全長共計3.598公里，本線為台84線之高架橋下側車道。

### 乙線
市道171乙線（西庄－渡頭），全線皆位於臺南市官田區，西北起台84線西庄交流道聯絡道，與市道171甲線銜接；東南至台84線渡頭交流道與台1線連接。本線為台84線之高架橋下側車道，穿越台鐵之地下道路段已完工，（扣除與市道171甲線共線段，加入新建路段，總里程不變）全長共計5.3公里。

## 歷史沿革
- 1961年編成縣道171號 北門－社子。
- 1983年將台1線以東路段獨立為縣道171甲線 渡頭－社子。
- 2001年廢止縣道171甲線 渡頭－社子，重新納入縣道171號。
- 2008年10月整併南111線、南117線、南116線，將路線由南往北延伸至烏山頭，連結台南藝術大學、烏山頭水庫、烏山頭交流道等地，路線名稱由北門－社子更改為北門－烏山頭。
- 2010年將台84線橋下道路麻豆至渡頭分別編成縣道171甲線 麻豆－西庄、縣道171乙線 西庄－渡頭。
- 2013年起解編，改制為市道171號、市道171甲線和市道171乙線，路線名稱部分則不變。

## 行經行政區域
主線
全線均位於臺南市境內。
| 北門區        | 港北                   | 0.000             | 南15線                   | 公路起點                        |
| 北門區        | 北門市區               | 0.000             | 南15線                   | 公路起點                        |
| 北門區        | 港北                   | 0.600             | 台17線                   |                                 |
| 北門區        | 北門市區               | 0.600             | 台17線                   |                                 |
| 北門區        | 西埔內                 | 2.000             | 南9線                    | 與南9線共線起點                 |
| 北門區        | 灰磘港                 | 2.000             | 南9線                    | 與南9線共線起點                 |
| 北門區        | 西埔內                 | －                | 南9線                    | 與南9線共線終點                 |
| 北門區        | 灰磘港                 | －                | 南9線                    | 與南9線共線終點                 |
| 學甲區        | 頭港                   | －                | 南1-1線                  | 與南1-1線共線起點               |
| 學甲區        | 頭港                   | －                | 南1-1線                  | 與南1-1線共線終點               |
| 學甲區        | 中洲                   | －                | 南1線                    |                                 |
| 學甲區        | 過港                   | －                | （地區道路）             |                                 |
| 學甲區        | 下溪洲                 | －                | （地區道路）             |                                 |
| 學甲區        | 學甲市區               | 7.100             | 市道174號                |                                 |
| 學甲區        | 東寮                   | 7.300             | 台19線                   |                                 |
| 學甲區        | 頂草坔                 | －                | 南53線                   | 南53線終點                      |
| 學甲區        | 下草坔                 | －                | 南52線                   | 南52線終點                      |
| 學甲區        | 下草坔                 | －                | （地區道路）             | 0                               |
| 麻豆區        | 營後                   | －                | （地區道路）             |                                 |
| －            |                        |                   |                          |                                 |
| 學甲區        | 下草坔                 | －                | （地區道路）             |                                 |
| 麻豆區        | 容仔寮                 | －                | （地區道路）             | 0                               |
| 麻豆區        | 容仔寮                 | 11.400            | 南50線                   | 南50線起點                      |
| 麻豆區        | －                     |                   |                          |                                 |
| 麻豆區        | 港子尾                 | －                | （地區道路）             |                                 |
| 麻豆區        | 海埔                   | －                | 南49-1線                 | 南49-1線起點                    |
| 麻豆區        | 莊禮寮                 | －                | （地區道路）             |                                 |
| 麻豆區        | 大山腳                 | －                | 南49線                   |                                 |
| 麻豆區        | 大山腳                 | －                | 南24線                   | 南24線終點                      |
| 麻豆區        | 大埤頭                 | －                | （地區道路）             |                                 |
| 麻豆區        | －                     |                   |                          |                                 |
| 麻豆區        | 小埤頭                 | －                | （地區道路）             |                                 |
| 麻豆區        | 16.4 跨越國道一號      |                   |                          |                                 |
| 麻豆區        | 麻豆市區               | 17.000            | 市道173號 · 市道176號    | 市道173號起點                   |
| 麻豆區        | 麻豆市區               | 18.300            | 台19甲線                 | 與台19甲線共線起點              |
| 麻豆區        | 麻豆市區               | －                | 台19甲線                 | 與台19甲線共線終點              |
| 麻豆區        | 東勢角                 | －                | （地區道路）             |                                 |
| 麻豆區        | －                     |                   |                          |                                 |
| 麻豆區        | 總爺                   | －                | 南48線                   | 南48線終點                      |
| 麻豆區        | 總爺                   | －                | 南61線                   | 南61線終點                      |
| 麻豆區        | 總爺                   | －                | 市道171甲線              |                                 |
| 麻豆區        | 寮子廍                 | －                | 南63線                   | 南63線終點                      |
| 官田區        | 西庄                   | 24.500            | 市道171甲線／市道171乙線 | 市道171甲線起點 市道171乙線起點 |
| 官田區        | －                     |                   |                          |                                 |
| 官田區        | 瓦磘                   | －                | 南64線                   | 南64線起點                      |
| 官田區        | 拔子林                 | －                | 南65線                   | 南65線終點                      |
| 官田區        | 拔子林                 | － 跨越縱貫線南段 |                          |                                 |
| 官田區        | 拔子林                 | －                | 南181線                  | 僅設南出北入 南181線起點        |
| 官田區        | － 跨越南181線、官田溪 |                   |                          |                                 |
| 官田區        | 渡頭                   | 27.800            | 台1線                    |                                 |
| 官田區        | 社子                   | －                | 南119線                  | 與南119線共線起點               |
| 官田區        | 社子                   | 30.000            | 南119線                  | 與南119線共線終點               |
| 官田區        | 大崎                   | 34.900            | （地區道路）             |                                 |
| 官田區        | 中脇                   | －                | 南117線                  | 南117線起點                     |
| 官田區        | 烏山頭                 | －                | （地區道路）             |                                 |
| 官田區        | 烏山頭交流道           | －                | 國道三號                 |                                 |
| 官田區        | 烏山頭                 | －                | （地區道路）             |                                 |
| 官田區        | 烏山頭                 | －                |                          |                                 |
| 官田區        | 烏山頭                 | 38.269            | 市道165號                | 公路終點                        |
| 共線 半套匝道 |                        |                   |                          |                                 |

甲線
全線均位於臺南市境內。
| 鄉鎮 市區 | 地點       | 里程 （km） | 交會道路                | 備註                                           |
| --------- | ---------- | ----------- | ----------------------- | ---------------------------------------------- |
| 麻豆區    | 麻豆交流道 | 0.000       | 台84線 · 台19甲線       | 公路起點                                       |
| 麻豆區    | 南勢       | －          | 南61線                  |                                                |
| 麻豆區    | 寮子廍     | －          | （地區道路）            |                                                |
| 麻豆區    | 總爺       | －          | 市道176號               |                                                |
| 麻豆區    | 總爺       | －          | 市道171號               |                                                |
| 麻豆區    | 寮子廍     | －          | （地區道路）            |                                                |
| 官田區    | 西庄       | －          | （地區道路）            |                                                |
| 官田區    | 西庄交流道 | －          | 台84線 · 市道171乙線    | 與市道171乙線共線起點                          |
| 官田區    | 西庄       | 3.598       | 市道171號 · 市道171乙線 | 公路終點 市道171乙線起點 與市道171乙線共線終點 |
| 共線      |            |             |                         |                                                |

乙線
全線均位於臺南市境內。
| 官田區 | 西庄       | 0.000                    | 市道171號 · 市道171甲線 | 公路起點 市道171甲線起點 與市道171甲線共線起點 |
| 官田區 | 西庄交流道 | －                       | 台84線 · 市道171甲線    | 與市道171甲線共線終點                          |
| 官田區 | 西庄       | －                       | （地區道路）            |                                                |
| 官田區 | 渡頭       | －                       | （地區道路）            |                                                |
| 官田區 | 渡頭       | － 地下道 穿越縱貫線南段 |                         |                                                |
| 官田區 | 渡頭       | －                       | （地區道路）            |                                                |
| 官田區 | 渡頭交流道 | 5.300                    | 台84線 · 台1線／南181線 | 公路終點                                       |
| 共線   |            |                          |                         |                                                |

## 沿線路名
主線
- 三連路
- 中正路
- 寶發路
- 麻學路
- 中山路
- 興中路

## 沿線設施與景點
| 主線 - 雲嘉南濱海國家風景區 - 學甲慈濟宮 - 臺南市麻豆區大山國民小學 - 麻豆工業區 - 電姬戲院 - 臺南市立麻豆國民中學 - 總爺藝文中心（原麻豆糖廠） - 拔林車站（縱貫線南段） - 臺南市官田區渡拔國民小學 - 國立臺南藝術大學 - 烏山頭水庫 - 烏山頭交流道（ 國道三號） | 甲線 - 麻豆交流道（ 台84線） - 台灣首府大學 - 西庄交流道（ 台84線） 乙線 - 西庄交流道（ 台84線） - 渡頭交流道（ 台84線） |

## 相關工程

### 縣道171號拓寬改線工程
- 新營生活圈道路觀月橋[1]

## 後續計畫

### 台84線增設橋下道路連通道新建工程（國1至麻豆大排）
配合目前正施工中的此工程，市道171甲線起點改至臺南市台84線西庄交流道聯絡道，與市道171主線銜接，並與西庄交流道聯絡道共線500公尺。
- 官田區：市道171主線岔路（與西庄交流道聯絡道共線起點）0k→西庄0.5k（市道171甲主線岔路/西庄交流道聯絡道共線終點）
- 麻豆區：台84線麻豆交流道3.5k（台19甲岔路）
- 下營區：下營系統交流道橋下道路7.1k

## 外部連結
- YouTube上的市道171甲線
- YouTube上的市道171乙線